# Pilea subpubera
Pilea subpubera är en nässelväxtart som beskrevs av Friedrich Anton Wilhelm Miquel. Pilea subpubera ingår i släktet pileor, och familjen nässelväxter. Inga underarter finns listade i Catalogue of Life.